# Henri Maignan
Henri Maignan (* 27. Dezember 1920 in Paris; † 17. November 2011) war ein französischer Hürdenläufer.
Bei den Leichtathletik-Europameisterschaften 1946 in Oslo wurde er Sechster über 110 m Hürden.
1942 wurde er Französischer Meister über 400 m Hürden und 1945 über 100 m Hürden.

## Persönliche Bestzeiten
- 110 m Hürden: 15,0 s, 29. Juli 1945, Bordeaux
- 400 m Hürden: 55,0 s, 2. Juli 1944, Paris